# Jocelyn Bellová Burnellová
Jocelyn Bellová Burnellová, plným jménem Susan Jocelyn Bell Burnell, rozená Susan Jocelyn Bell (* 15. července 1943 Lurgan, Severní Irsko) je britská astrofyzička, která objevila nový typ hvězdy – pulsar.

## Život
Vyrůstala na venkově nedaleko Belfastu v severoirském hrabství Arnagh. Je nejstarší ze čtyř dětí. Její otec byl architekt, který pracoval krátce na Armaghské obsevatoři při návrhu nové budovy planetária. Susan měla příležitost navštěvovat observatoř a tam se začala zajímat o astronomii. Po dosažení základního vzdělání ji rodiče poslali do dívčí internátní školy v anglickém Yorku. Psala anglickému astronomovi Bernardu Lovellovi (1913–2012) na rádiovou observatoř Jodrell Bank v anglickém Cheshire. Žádala ho o radu, jak se stát radioastronomkou. Poradil jí, aby studovala fyziku nebo elektroniku. V roce 1961 se zapsala na univerzitu v Glasgowě, kde v roce 1965 získala bakalářský titul v oboru přírodní filozofie (fyziky).

### Objev pulsaru

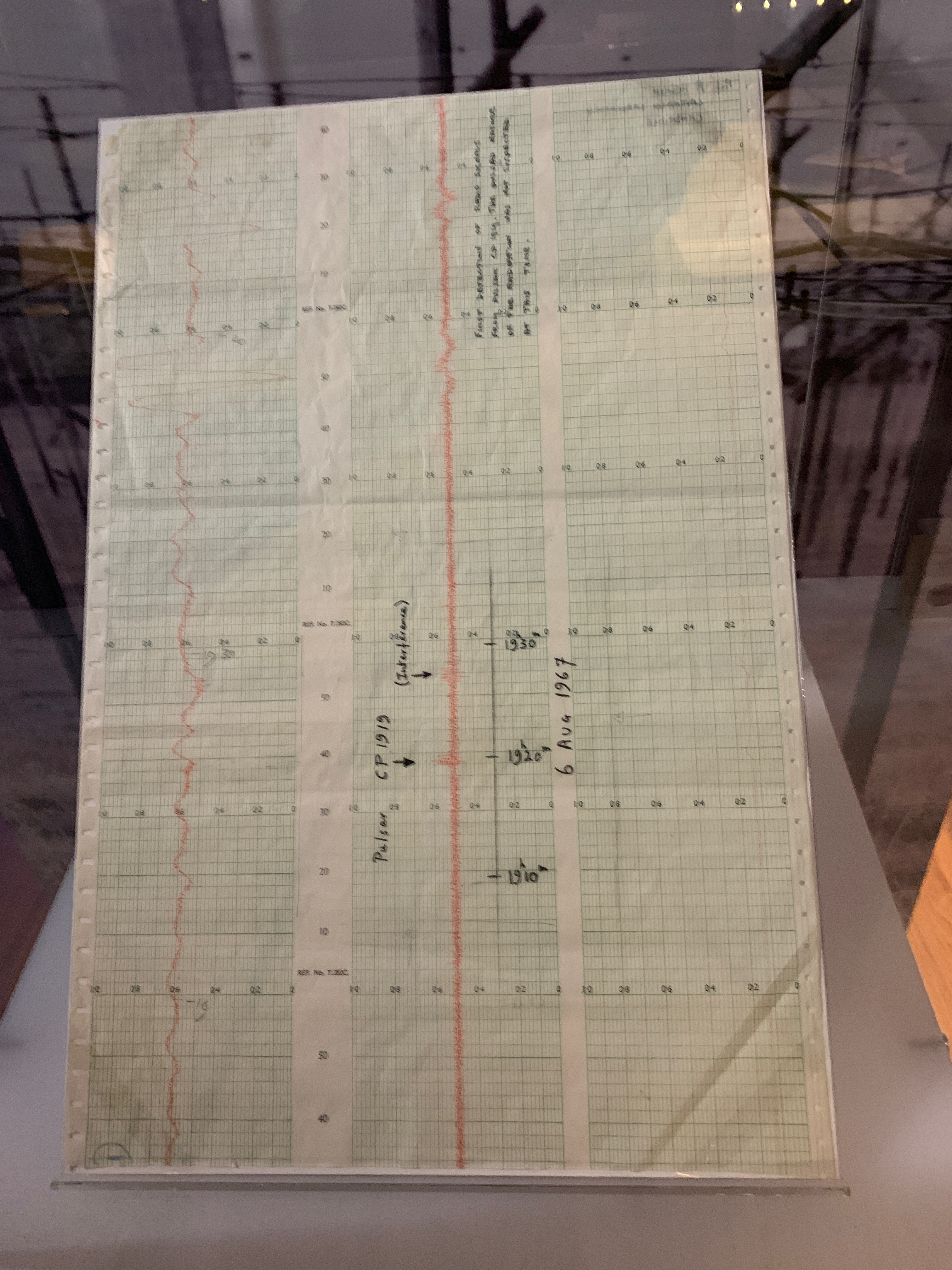
Grafický záznam, na kterém Burnellová poprvé rozpoznala signál pulsaru, vystavený v knihovně Cambridgeské univerzity.

Poté přešla na Univerzitu v Cambridgi, kde začala postgraduální studium pro získání titulu PhD. Připojila se k týmu pěti dalších lidí a začala dvouletou práci na stavbě radioteleskopu pro pozorování kvasarů, který v červenci 1967 započal se systematickým prohlížením oblohy. 28. listopadu téhož roku zachytila Bellová Burnellová pulsující rádiový signál. Během půl roku Bellová objevila v různých místech další tři signály, což potvrzovalo, že jde o nový typ hvězdného tělesa. Jeho zdroj byl později identifikován jako neutronová hvězda, pulsar. V únoru 1968 tým zveřejnil výzkumný článek v časopise Nature, ve kterém oznámil objev pulsarů. Ale jen Antony Hewish, její nadřízený a vedoucí zmíněného vědeckého týmu, dostal v roce 1974 za tento objev Nobelovu cenu za fyziku, což kritizoval například Fred Hoyle. Sama Bellová toto rozhodnutí Nobelova výboru později přičítala tehdejšímu všeobecnému názoru na postavení žen ve vědě a jejímu statusu postgraduální studentky. Sám Hewish její zásluhy nikdy nezpochybnil a jejich vztah byl přátelský. V roce 1968 Bellová obhájila dizertační práci s názvem The Measurement of radio source diameters using a diffraction method (Měření průměrů radiových zdrojů pomocí difrakční metody). V roce 1973 Hewish a Bellová společně převzali medaili A. Michelsona, udělovanou Franklinovým institutem ve Filadelfii. 
V roce 1969 se stala výzkumnou pracovnicí na universitě v Southamptonu v Anglii. Zabývala se studiem a sledováním vesmíru v oblasti gama záření. Vdala se za svého vrstevníka, absolventa cambridžské univerzity Martina Burella, s nímž seznámila v náboženské společnosti kvakerů. Přijala příjmení Bellová Burnellová. V roce 1973 se narodil syn Gavin a její kariéra v následujících dvaceti letech byla kompromisem mezi vědeckými ambicemi a rodinou. V roce 1993 se manželství rozpadlo.
  

V letech 1974–1982 působila jako lektorka a konzultantka na University College London a v Mullardově laboratoři pro vědecký výzkum vesmíru pracovala v oblasti rentgenové astronomie. Při tom používala dat z britské družice Ariel V. Roku 1982 se stala vedoucí výzkumnou pracovnicí Královské observatoře ve skotském Edinburghu. Ke sledování galaxií používala družice EXOSAT a byla odpovědná za provoz teleskopu na Havaji, pojmenovaném po Jamesi Clerku Maxwellovi. V roce 1991 opustila místo na Královské observatoři a stala se profesorkou fyziky na Open university v Milton Keynes v Anglii. Působila zde až do roku 2001. Byla také hostující profesorkou na Princetonské univerzitě ve Spojených státech a hostující profesorkou astrofyziky na Oxfordské univerzitě. V letech byla 2001–2004 děkankou přírodních věd na Univerzitě v Bathu. 

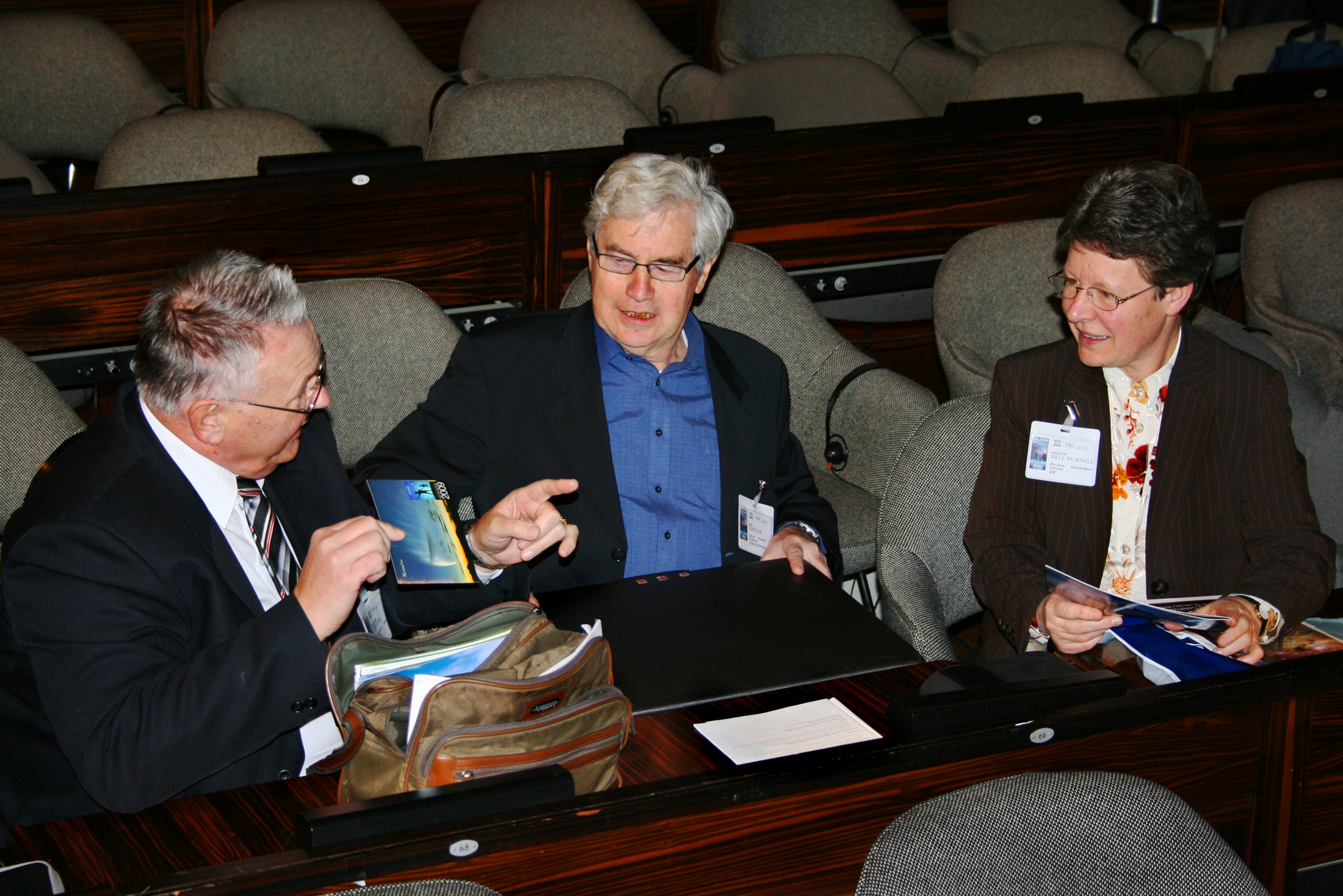
Jocelyn Bellová Burnellová (vpravo) s Jiřím Grygarem (uprostřed) a slovenským astronomem Drahomírem Chocholem při zahájení Mezinárodního roku astronomie

Od roku 2002 do roku 2004 byla prezidentkou Královské astronomické společnosti. V letech 2008–2010 byla prezidentkou Fyzikálního ústavu. V únoru 2014 byla jako první žena zvolena předsedkyní Královské společnosti v Edinburghu, funkci zastávala do roku 2018. V letech 2018–2023 byla prorektorkou univerzity v Dundee.
V roce 1989 jí za objev pulsarů udělila Královská astronomická společnost v Londýně Hershelovu medaili. V následující letech získala řadu dalších vyznamenání od univerzit a vědeckých společností ve Spojeném království i zahraničí (Německo, Francie, USA, Itálie). V roce 2021 ji Královská společnost udělila Copleyho medaili a Královská astronomická společnost zlatou medaili. 
V roce 1999 byla jmenována komandérkou Řádu britského impéria (CBE) za služby astronomii a v roce 2007 získala práva nosit titul Dame.
V roce 2018 získala Speciální průlomovou cenu v základní fyzice, finanční odměnu ve výši 3 mil. dolarů vložila do fondu na podporu studia dívek, imigrantů a uprchlíků.